# Fuhlendorf, Vorpommern
Fuhlendorf är en kommun och ort i Landkreis Vorpommern-Rügen i förbundslandet Mecklenburg-Vorpommern i Tyskland.
Kommunen ingår i kommunalförbundet Amt Barth tillsammans med kommunerna Barth, Divitz-Spoldershagen, Karnin, Kenz-Küstrow, Löbnitz, Lüdershagen, Pruchten, Saal och Trinwillershagen.